# Chúa tể những chiếc nhẫn: Sự trở lại của nhà vua
Chúa tể những chiếc nhẫn: Sự trở lại của nhà vua (tiêu đề tiếng Anh: The Lord of the Rings: The Return of the King) là bộ phim điện ảnh phiêu lưu kỳ ảo của đạo diễn Peter Jackson. Đây là bộ phim kết thúc của bộ ba phim Chúa tể những chiếc nhẫn trước đó là Hiệp hội nhẫn thần (2001) và Hai tòa tháp (2002).
Chúa tể Sauron bắt đầu những bước cuối cùng trong cuộc xâm lược Trung Địa của hắn, vì thế phù thủy Gandalf và vua Theoden của xứ Rohan tập hợp quân đội nhằm bảo vệ thủ đô của Gondor - thành Minas Tirith khỏi mối đe dọa. Aragorn cuối cùng đã lấy được ngai vàng của Gondor và triệu hồi Đội quân người chết để giúp anh đánh bại đội quân của Sauron. Nhưng cuối cùng, thậm chí khi đã huy động toàn bộ sức mạnh, họ nhận ra rằng họ không thể chiến thắng; vì thế mọi thứ phải dựa trên vai của hai người Hobbit, Frodo và Sam, mang trên người gánh nặng của chiếc nhẫn và đối đầu với sự phản bội của Gollum. Sau cuộc hành trình dài, cuối cùng họ cũng đến được vùng đất đầy nguy hiểm - Mordor, nhằm tìm cách hủy diệt chiếc nhẫn chúa tại nơi nó được tạo ra - ngọn lửa núi Doom (Diệt Vong).
Phát hành vào ngày 17 tháng 12, năm 2003, The Lord of the Rings: The Return of the King đã nhận được lời khen ngợi  và trở thành một trong những bộ phim thành công nhất của mọi thời đại, cả về mặt doanh thu lẫn nghệ thuật. Đây là bộ phim có doanh thu cao nhất của hãng New Line Cinema cho đến khi Harry Potter và bảo bối tử thần – Phần 2 ra đời. Đáng chú ý hơn là bộ phim đã giành chiến thắng ở cả 11 đề cử giải Oscar, đây là một kỷ lục của giải Oscar, và cũng là lần đầu tiên và duy nhất một phim giả tưởng giành được giải Oscar cho Phim hay nhất. Đây cũng là bộ phim có doanh thu cao nhất năm 2003.

## Nội dung Phim
Gandalf, Aragorn, Legolas, Gimli, Théoden, Gamling, và Éomer gặp gỡ Merry, Pippin và Treebeard ở Isengard. Cả nhóm trở về Edoras, nơi Pippin nhìn vào quả cầu palantír đã được phục hồi của Saruman, khiến cho Sauron xuất hiện và xâm chiếm ý chí của cậu; Pippin không khai gì với hắn về Frodo và chiếc nhẫn chúa. Từ sự kiện này, Gandalf suy luận rằng Sauron đang chuẩn bị tấn công Bạch thành Minas Tirith của Gondor. Gandalf cưỡi ngựa cùng Pippin để tìm Denethor, quan nhiếp chính của Gondor, người mà Pippin đã thề sẽ phục vụ dưới quyền ông vì được Boromir cứu mạng trong phần một. Gandalf thúc giục Denethor nhằm kêu gọi sự giúp đỡ từ đồng minh Rohan, nhưng Denethor từ chối, lo sợ kế hoạch của Aragorn và Gandalf sẽ phế truất quyền của hắn. Quân đội Morgul, dẫn đầu là 9 tên Nazgûl, quét sạch quân đội Gondor ra khỏi thành phố đổ nát Osgiliath. Denethor ra lệnh cho con trai ông, Faramir thực hiện một sứ mệnh liều chết để lấy lại Osgiliath. Dưới sự chỉ dẫn của Gandalf, Pippin tránh được những người lính gác của thành phố và thắp sáng ngọn đèn hiệu của Gondor, nhằm ra dấu cho Théoden và Aragorn tập hợp đội kỵ binh Rohirrim để đưa quân tiếp viện Minas Tirith.
Elrond thông báo cho Aragorn rằng Arwen không muốn du hành tới lục địa Aman (Vùng đất bất diệt - ngôi nhà của của các Valar), và hiện tại cô đang chết mòn dần. Tin rằng quân tiếp viện Rohan sẽ bị áp đảo bởi quân đội hùng mạnh của Sauron, Elrond đưa cho Aragorn thanh kiếm Andúril để có thể triệu hồi Đội quân người chết, những kẻ vẫn còn mắc nợ lời thề của họ đối với người kế vị của Isildur. Éowyn thú nhận tình cảm của cô đối với Aragorn và bảo anh không nên đi. Nhưng Aragorn tái khẳng định tình cảm của anh dành cho Arwen và tiến vào trận chiến. Được sự giúp sức của Legolas và Gimli, Aragorn mạo hiểm đi vào Con đường Tử Thần, và anh đã có được lòng trung thành của vị Vua Người Chết cùng quân đội của ông ta bằng cách tung ra thanh kiếm Andúril, minh chứng rằng anh là người kế vị ngai vàng của Isildur. Tại Dunharrow, Théoden hành quân vào cuộc chiến tranh, không hề hay biết rằng Éowyn và Merry đã bí mật gia nhập quân đội của ông.
Quân đội của Sauron bao vây thành Minas Tirith, chỉ huy bởi Witch-king (Vua Phù thủy xứ Angmar). Tin rằng Faramir đã chết, Denethor tự thiêu xác mình và con, nhưng Gandalf can thiệp được; ông đã cứu được Faramir, còn Denethor tự sát. Đúng lúc quân đội Gondor sắp bị áp đảo, những kỵ binh Rohirrim đến nơi và phản công bằng một cuộc tấn công khổng lồ, chỉ huy bởi Théoden. Điều này làm thay đổi cục diện cuộc chiến, và bọn Orc (Quái vật) bắt đầu rút lui. Tuy nhiên, quân đội Haradrim đến nơi và gia nhập với quân Orc, làm trận chiến đổi chiều một lần nữa. Witch-king giết chết Théoden, nhưng ngay sau đó bị thương bởi vết đâm của Merry và bị giết bởi Éowyn. Trên bờ vực bại trận, quân Rohirrim được cứu thoát khi Aragorn, Legolas, và Gimli đổ bộ cùng với Quân đội người chết và quét sạch quân của Sauron, kết thúc trận chiến. Aragorn giải thoát cho Quân đội người chết và linh hồn họ được an nghỉ.
Trong khi đó, Frodo, Sam và Gollum đi tới Hắc Thành Minas Morgul. Sam nghe được kế hoạch của Gollum nhằm giết họ và đoạt lấy chiếc nhẫn. Gollum lại thuyết phục Frodo rằng Sam muốn cướp chiếc nhẫn cho bản thần, và Frodo tức giận bảo Sam về nhà. Sam đau khổ ra đi, nhưng phát hiện được sự phản bội của Gollum và đi theo hai người họ. Gollum ngay sau đó phản bội lại Frodo, bỏ mặc cậu ta trong sào huyệt của con nhện khổng lồ Shelob, nó làm tê liệt Frodo trước khi bị Sam tấn công và đẩy lui. Một tên Orc đi tuần tra bắt giữ Frodo và đưa cậu ấy tới pháo đài của Sauron. Sam giải cứu Frodo ra khỏi ngọn tháp, và họ tiếp tục cuộc hành trình đến núi Doom.
Trong khi đó, Aragorn chỉ huy những người còn sót lại ở Minas Tirith và hành quân tới Cánh Cổng Đen của Mordor, nhằm đánh lạc hướng Sauron và quân đội của hắn, tạo điều kiện cho Sam và Frodo tiến vào núi Doom. Sam mang trên lưng Frodo, lúc này đã kiệt sức, lên ngọn núi lửa, nhưng Gollum bất ngờ tấn công họ. Tại miệng núi Doom, Frodo bị khuất phục bởi sức mạnh của chiếc nhẫn, không muốn hủy diệt nó. Gollum tấn công Frodo và cắn mất một ngón tay của cậu, đoạt lấy chiếc nhẫn cho riêng hắn. Phẫn nộ, Frodo tấn công Gollum, và họ đều rơi xuống mép vực. Trong những giây phút cuối cùng, Frodo vượt lên được mỏm đá, còn Gollum rơi vào dòng nham thạch cùng với chiếc nhẫn. Chiếc nhẫn bị nung cháy trong ngọn núi lửa, Sauron bị hủy diệt và vùng đất bóng tối Mordor sụp đổ cùng với hầu hết các lực lượng của hắn.
Frodo và Sam được giải cứu khỏi dòng nham thạch bởi những con đại bàng khổng lồ, dẫn đầu là phù thủy Gandalf. Sau cuộc hành trình dài và trận chiến khốc liệt, Aragorn lên ngôi, báo hiệu cho một thời đại thái bình, anh cưới Arwen làm hoàng hậu, trong khi ấy, toàn bộ thần dân của Gondor đã phải cúi mình trước 4 người Hobbit vì những nỗ lực dũng cảm của họ. 4 người Hobbit trở về nhà ở Shire, nơi Sam cưới người cậu yêu thời thơ ấu của mình, Rosie Cotton. 4 năm sau, Frodo rời khỏi Trung Địa để đến Vùng đất bất diệt cùng với Gandalf, Bilbo, Elrond, Celeborn, và Galadriel, để lại cuốn sách của cuộc hành trình cho Sam.

## Sản xuất

### Thiết kế
Ba phần của bộ phim "Chúa tể của những chiếc Nhẫn" đã bắt đầu thiết kế sản xuất trong tháng 8 năm 1997. Peter Jackson đòi hỏi sự mô tả trung thực, đầy đủ vùng đất Trung Địa so với nguyên tác, cho nên đã thuê Weta Workshop tạo ra các phần khác nhau của giáp, vũ khí, chân tay giả và các sinh vật trong bộ sách ba tập, cũng như các trang phục mang tính lịch sử mà bộ sách chịu ảnh hưởng.

### Hình ảnh
The Return of the King đã được quay trong năm 2000,mặc dù nỗ lực Gollum của để tách Frodo và Sam đã được quay vào ngày 24 tháng 11 năm 1999 khi lũ lụt ở Queenstown bị gián đoạn và tập trung vào The Fellowship of the Ring.
Trận chiến của Black Gate đã được quay vào tháng Tư tại sa mạc Rangipo(một bãi mìn trước đây). Binh lính New Zealand đã được thuê như là tính năng bổ sung trong khi hướng dẫn trên tìm ra cho mìn chưa nổ.Trong khi đó, Wood, Astin và Serkis quay tại núi Ruapehu,Đặc biệt họ đã trải qua hai giờ chụp Sam nâng Frodo.
Cảnh quay The Path of the Dead được quay vào tháng Sáu trên khắp các địa điểm khác nhau bao gồm cả Pinnacles.Trong tháng bảy phi hành đoàn quay một số cảnh Shelob, và trong tháng Tám và tháng Chín đã được chi cho các cảnh trong Isengard.

## Vai diễn
- Elijah Wood trong vai Frodo Baggins: Một hobbit có nhiệm vụ tiêu diệt một chiếc Nhẫn chúa.
- Ian McKellen trong vai Gandalf Áo xám / Gandalf Áo trắng: Một phù thủy, người đã chiến đấu với Balrog và trở nên mạnh mẽ hơn để hoàn thành sứ mạng của mình.
- Sean Astin trong vai Samwise Gamgee: Một người làm vườn và là bạn đồng hành của Frodo, thường được gọi là Sam.
- Viggo Mortensen trong vai Aragorn: Người thừa kế ngai vàng của Gondor đã đến dãy núi Trắng để kêu gọi Đội quân người Chết thực hiện lời thề với Isildur.
- Dominic Monaghan trong vai Meriadoc Brandybuck: Một hobbit, bạn thân nhất của Pippin, thường được gọi là Merry.
- Billy Boyd trong vai Peregrin Took: Một hobbit và là bạn thân nhất của Merry, thường được gọi là Pippin.
- Orlando Bloom trong vai Legolas: Một hoàng tử Tộc tiên và là một cung thủ chuyên nghiệp, bạn đồng hành của Aragorn.
- John Rhys-Davies trong vai Gimli: Một chiến binh Người lùn và một trong những bạn đồng hành của Aragorn.
- Andy Serkis trong vai Sméagol / Gollum: Một sinh vật khốn khổ, đã từng là một thành viên tộc Stoor (nhánh đầu của tộc hobbit). Phân đoạn đầu phim cho biết hắn là Sméagol, người đã giết Déagol, bạn thân của mình để sở hữu Chiếc nhẫn. Trong hàng thế kỷ, hắn đã biến đổi thành Gollum.
- Christopher Lee trong vai Saruman: Wizard tiến hành chiến tranh khi Rohan và Fangorn tàn phá rừng, người đồng minh của mình với Sauron.
- Bernard Hill trong vai Théoden: Vua của Rohan, người bị Saruman chiếm hữu cho đến khi được Gandalf hóa giải. Ông đã hy sinh trong cuộc chiến bảo vệ thành Minas Tirith.
- Miranda Otto trong vai Éowyn: Cháu gái Vua Théoden, người có tình cảm với Aragorn nhưng không được đáp lại. Ở cuối phim tiết lộ rằng cô bắt đầu nả sinh tình cảm với Faramir.
- Hugo Weaving trong vai Elrond: Chúa tể Tộc tiên ở Rivendell, người thuyết phục Aragorn lên ngôi vua.
- David Wenham trong vai Faramir: Con trai của Denethor và là chỉ huy của Đội quân Gondorian bảo vệ Osgiliath.
- Bruce Hopkins trong vai Gamling: trung úy trưởng của Théoden và là thành viên có tay nghề cao của Cảnh sát Hoàng gia của Rohan.
- John Bach trong vai Madril: phụ tá thân cận nhất của Faramir thông báo cho ông chuẩn bị trận chiến.
- Sean Bean trong vai Boramir, anh trai của Faramir và một người bạn đồng hành của Aragorn, người đã chết ở phần 1.